# Scottish Open 1914
Die Scottish Open 1914 waren die achte Austragung dieser internationalen Meisterschaften von Schottland im Badminton. Sie fanden Anfang des Jahres in Glasgow statt. Gemeinsam mit den offenen Titelkämpfen fanden auch die geschlossenen nationalen Titelkämpfe von Schottland statt.

## Titelträger der Scottish Open
| Disziplin    | Sieger                                    |
| ------------ | ----------------------------------------- |
| Herreneinzel | George Alan Thomas                        |
| Dameneinzel  | Lavinia Clara Radeglia                    |
| Herrendoppel | George Alan Thomas Frank Chesterton       |
| Damendoppel  | Lavinia Clara Radeglia K. M. Cochrane     |
| Mixed        | George Alan Thomas Lavinia Clara Radeglia |

## Sieger der Closed Scottish Championships
| Disziplin    | Sieger                          |
| ------------ | ------------------------------- |
| Herrendoppel | James Crombie H. J. H. Inglis   |
| Mixed        | J. H. Inglish H. C. A. Longmuir |

## Referenzen
- Annual Handbook of the International Badminton Federation, London, 28. Auflage 1970, S. 268–274.